# LiveStation
LiveStation（ライブ・ステーション）とは、テレビとラジオをインターネット上でP2P技術を用いて配信するシステム（P2Pテレビ）。イギリスのSkinkers Ltdが、マイクロソフトリサーチのP2P技術を用いて開発している。同社のホームページによれば、このシステムを無償公開している目的は、大規模なP2P動画配信システムを開発するための技術検証ということである。動画圧縮方式はマイクロソフトが開発したVC-1である。

## 視聴可能な放送
LiveStationのパートナー放送局は次の通り。
- アルジャジーラ（アラビア語、英語）
- BBCワールドニュース（英語）
- BBCワールドサービス（英語）
- ブルームバーグテレビジョン（英語）
- C-SPAN（英語）
- ドイチェ・ヴェレ（ドイツ語、英語）
- ユーロニュース（英語、フランス語、アラビア語）
- France 24（フランス語、中国語）
- ITN（英語）
- NASA TV（英語）
- ラジオ・フランス・アンテルナショナル（フランス語、英語）
- RT（英語、アラビア語）

また、パートナー放送局以外で、その他の放送局や個人がテレビ・ラジオ放送を中継しており、それらのリストおよび視聴ソフトウエアへのインストールはLiveStationの公式ホームページから行うことが出来る。

## 視聴料金
受信ソフトのダウンロード料金や、放送の視聴料金は現在のところ無料である。ソフトウエアを使用するために、メールアドレスを登録する必要がある。